# Позиційна гра
Гра позиційна — гра, яка має вигляд процесу, який відбувається в дискретному часі. Цей процес можна розглядати як випадкове блукання множиною позицій, впорядкованою у вигляді дерева (від початкової позиції до однієї із кінцевих), під час якого гравці багаторазово приймають часткові рішення в умовах інформаційних станів, які постійно змінюються.
Позиційна грам може бути послідовною.
Прикладами позиційних ігор є шахи, салонні ігри в карти, військові операції, дії автоматів.
Точне формальне визначення позиційних ігор вперше дав американський математик Кун Г..[джерело?]

## Описання позиційних ігор
Впорядкована у вигляді дерева множина визначає для кожної позиції єдиний шлях, який веде до неї із початкової позиції, а також множину кроків, які можна зробити із цієї позиції безпосередньо в наступні позиції, які називаються альтернативами. Кількість альтернатив може бути або скінченною, або нескінченною.
Позиції, які не мають альтернатив, називаються кінцевими, а шляхи, які до них ведуть — партіями. Партії також можуть тривати нескінченно.
Позиція, в якій знаходиться гравець в деякий момент, як правило відома йому не повністю, а лише як деякий невідомий елемент відомої множини, яка називається інформаційною.
Чистою стратегією гравця в позиційній грі є функція, визначена на сімействі його інформаційних множин, значеннями якої є альтернативи.

### Класифікація структур позиційних ігор
Структура позиційної гри, в основному, визначається сімействами  інформаційних множин гравців і взаємним розташуванням цих множин.
Виділяються класи ігор з повною інформацією (коли кожна інформаційна множина складається із однієї позиції), з майже повною інформацією (коли кожний гравець знає все про решту гравців), з повною пам'яттю (коли гравець знає все про себе) і тому подібне.

### Характерні проблеми
Характерними проблемами в позиційних іграх є проблеми про можливості гравців обмежитись більш-менш вузькими класами змішаних стратегій (наприклад стратегіями поведінки), в залежності від взаємного розташування інформаційних множин гри.